# Élections européennes de 1987 au Portugal
Les élections européennes de 1987 au Portugal (Eleições parlamentares europeias de 1987 (Portugal)) se sont tenues au Portugal le 19 juillet 1987, afin d'élire les vingt-quatre députés européens au Parlement européen attribués au Portugal. Elles ont été remportées par le Parti social-démocrate (PPD/PSD).

## Contexte
Au pouvoir depuis les élections législatives anticipées du 6 octobre 1985, le PPD/PSD a mené, le 1er janvier 1986, le Portugal dans la Communauté économique européenne (CEE), à peine douze ans après la révolution des Œillets. Victime d'un important retard économique, dû à l'isolement durant la période du régime salazariste, le pays a alors profité d'importants fonds structurels.
Alors que l'opposition socialiste avait été laminée au scrutin de 1985, dépassant de peu les 20 % des voix, son candidat à l'élection présidentielle de 1986, l'ancien Premier ministre Mário Soares, l'avait emporté au second tour avec 51,1 % des voix face au candidat d'union du centre droit, Diogo Freitas do Amaral. À l'occasion de ce scrutin, les sociaux-démocrates avaient choisi comme tête de liste le secrétaire d'État, chargé de la présidence du Conseil des ministres, Pedro Santana Lopes, tandis que le PS avaient désigné Maria de Lourdes Pintasilgo, ancienne Premier ministre.

## Mode de scrutin
Le mode de scrutin retenu prévoit l'élection des députés européens au scrutin proportionnel suivant la méthode d'Hondt, connue pour avantager les partis arrivés en tête. La loi électorale établit à 24 le nombre de sièges à pourvoir. Les députés sont élus dans une seule circonscription, correspondant à l'ensemble du territoire national.

## Tête de liste des principaux partis
| Parti | Parti                                                          | Tête de liste               |
| ----- | -------------------------------------------------------------- | --------------------------- |
|       | Parti social-démocrate Partido Social Democrata                | Pedro Santana Lopes         |
|       | Parti socialiste Partido Socialista                            | Maria de Lourdes Pintasilgo |
|       | Parti rénovateur démocratique Partido Renovador Democrático    | José Medeiros Fereira       |
|       | Coalition démocratique unitaire Coligação Democrática Unitária | Ângelo Veloso               |
|       | Centre démocratique et social Centro Democrático Social        | Francisco Lucas Pires       |

## Résultats

### Scores
| Parti                           | Parti                                              | Voix      | %      | Sièges    |
| ------------------------------- | -------------------------------------------------- | --------- | ------ | --------- |
|                                 | Parti social-démocrate (PPD/PSD)                   | 2 111 828 | 37,45  | 10        |
|                                 | Parti socialiste (PS)                              | 1 267 672 | 22,48  | 6         |
|                                 | Centre démocratique et social (CDS)                | 868 718   | 15,40  | 4         |
|                                 | Coalition démocratique unitaire (CDU) • PCP • PEV  | 648 700   | 11,50  | 3 • 3 • 0 |
|                                 | Parti rénovateur démocratique (PRD)                | 250 158   | 4,44   | 1         |
|                                 | Parti populaire monarchiste (PPM)                  | 155 990   | 2,77   | 0         |
|                                 | Union démocratique populaire (UDP)                 | 52 835    | 0,94   | 0         |
|                                 | Parti démocrate-chrétien (PDC)                     | 40 812    | 0,72   | 0         |
|                                 | Parti socialiste révolutionnaire (PSR)             | 29 009    | 0,51   | 0         |
|                                 | Mouvement démocratique portugais (MDP)             | 27 678    | 0,49   | 0         |
|                                 | Parti communiste (Reconstruit) (PC(R))             | 24 060    | 0,43   | 0         |
|                                 | Parti communiste des travailleurs portugais (PCTP) | 19 475    | 0,35   | 0         |
|                                 | Bulletins blancs                                   | 68 475    | 1,21   |           |
|                                 | Bulletins nuls                                     | 74 240    | 1,32   |           |
| TOTAL (participation : 72,42 %) | TOTAL (participation : 72,42 %)                    | 5 639 650 | 100,00 | 24        |

### Analyse
Tenues en même temps que des élections législatives anticipées, ce qui explique une participation supérieure à 70 %, ces élections confortent la place du centre droit comme premier courant politique au Portugal. Ensemble, PPD/PSD et CDS cumulent 53 % des suffrages exprimés, alors que la gauche se contente de 34 %.
Toutefois, l'équilibre entre les deux formations de droite est nettement plus favorable aux démocrates sociaux, d'idéologie chrétienne-démocrate et donc très favorable à l'intégration européenne, tandis que pour les formations de gauche, les socialistes restent à leur niveau électoral de 1985 alors que la CDU réduit l'écart à son plus faible niveau depuis 1979.
Par ailleurs, le PRD, révélation du précédent scrutin législatif, ne confirme pas sa percée électorale, même s'il parvient à envoyer un élu au Parlement européen.

## Compléments